# ولکی بور
ولکی بور (به چکی: Velký Bor) یک منطقهٔ مسکونی در جمهوری چک است که در Klatovy District واقع شده‌است.

## خصوصیات
ولکی بور ۱۷٫۸۴ کیلومترمربع مساحت و ۵۸۵ نفر جمعیت دارد و ۴۵۲ متر بالاتر از سطح دریا واقع شده‌است.